# ラインネット
ラインネットは放送局における番組伝送方式の一つ。

## 概要
テレビ・ラジオなどの放送番組を、制作局の放送地域以外で放送する場合には、伝達手段が必要となる。テープ等の記録媒体を使って物理的に送付する方法（テープネット）に対し、専用線や無線（通信衛星などによる）を用いて伝送する方式がラインネットである。主に同時に放送される場合に使われるが、受け手側で録画・録音して時差放送される場合もある。テレビにおけるラインネットは、マイクロ波を伝送手段として使っていたためにマイクロネットとも呼ばれる。

### 沿革
日本においては、1928年（昭和3年）11月5日より、NHKの前身にあたる全国7つのラジオ放送局を有線で結び、東京局制作の放送番組の全国配信が開始されたのが最初の例である。放送事業初期には近隣局の放送波を直接拾って伝送していたこともあった。
ラジオのラインネットは、主に放送線と呼ばれる専用の有線回線を使って伝送されている。また回線の都合で電話の音声のような低音質であったが、これも情報量が多い高速デジタル回線に置き換えることにより改善されている。エフエム東京は、1994年7月、JFN当時33局→現在38局を結ぶ「通信衛星とISDNを統合利用した放送用オンラインネットワーク」を開始した。
テレビのラインネットは、前述のマイクロ波による無線伝送（NTT中継回線）が2006年6月に光ファイバーによる専用線に置き換えられた。回線の管理は、日本民間放送連盟テレビ回線部が行っている。

## テレビネットワークとの関係
放送黎明期、特にテレビにおいてはラインネットの設備自体が限られており、テープネットによるものが多かった。さらに、送り手が複数あっても、地方単位で伝送設備が一系統しかなく、その地方での生ネット番組は同じ編成になる場合が多かった。
テレビネットワークの加盟組織が、九州（やや開局が遅かった佐賀県を除く）の民放テレビ第一局目はJNN、東北の日本海側である山形県および秋田県・四国地方の民放テレビ第一局目はNNN・NNS系列になっているのはこのためとも言われている。ちなみに東北の日本海側は山形放送が、四国は四国放送が日本テレビ系列を選択したため、隣県の放送局も日本テレビ系列になった。
琉球電信電話公社が1964年9月1日に開設した日琉マイクロ回線は、九州地方から転送している関係で、開設当初はNHKと南九州におけるラテ兼営局の放送内容しか送受信出来なかった。そのため、復帰後にTBS系列局となる琉球放送はJNNニュースと系列を問わないニュース以外の番組を主とした編成となったが、当時独立放送局だった沖縄テレビ放送は、沖縄放送協会が開局するまでの間、プライムタイムは原則として大半のNHK番組と南九州の兼営局が編成している少数のフジテレビ番組が主であり、NHKニュースを日本からのニュース番組としてネットした。その日琉マイクロ回線は沖縄返還以降、NTT中継回線に統合され、それと同時に最後のカラー化も行った。